# Enigma (álbum)
Enigma es un EP de la banda de rock argentina Los Ratones Paranoicos editado en 2002 por Hyde Records.
Este miniálbum incluye cinco canciones, siendo dos de ellas covers: "Paint It Black", original de The Rolling Stones, y el standard de Bobby Troup "Ruta 66".

## Lista de canciones
1. "Hay que salir" (Juanse)
2. "Enlace" (Juanse) (Remix: Diego Ro-K)
3. "Paint It Black" (Mick Jagger-Keith Richards)
4. "Tomo y obligo" (Fabián Quintiero-Juanse)
5. "Ruta 66" (Bobby Troup)

## Personal
- Juanse - voz, guitarra, órgano Hammond, bajo
- Sarcófago - guitarra, voces
- Zorro - bajo, guitarra, teclados
- "Roy" Quiroga - batería, percusión